# لثوي مستل
لثوي مستل (بالإنجليزية: alveolar flap)‏،صامت لثوي مستل مجهور مستخدم في بعض من اللغات المحكيّة، يرمز له بالأبجديّة الصوتيّة الدوليّة بالرمز (ɾ)[بحاجة لمصدر]، وبأبجدية مناهج تقييم الكلام الصوتية الموسعة بالرمز (r).

## ملامح الصوت
1. مخرج الصوت مستل، وهو نوع من الصوامت الذي يتم إنتاجه بواسطة انكماشة عضلية واحدة بحيث أن مخرج نطق معين (مثل اللسان) يرتمي مقابل مخرج آخر.
2. صفة الصوت لثويّة، وهذا يعني أنّ الصوت ينطق بواسطة ملامسة رأس نصل اللسان للقمّة السنخيّة وهي الجزء القاسي من اللثة.
3. الصفة اللفظية مجهور، وهذا يعني أنّ الحبال الصوتيّة تهتز أثناء نطق الصوت.
4. صامت شفتاني، وهذا يعني أن الهواء يخرج من خلال الفم فقط.
5. صامت مركزي، وهذا يعني أن الصوت ينتج عن طريق تمرير الهواء على طول اللسان ووسطه ، وليس من الجوانب.
6. تقنية تدفق الهواء رئويّة، وهذا يعني أنّ الصوت ينطق الحرف عن طريق دفع الهواء بواسطة الرئتين والحجاب الحاجز فقط، كمعظم الأصوات تقريباً.

## ظهور الصوت
يظهر هذا الصوت في عدة لغات منها:
| اللغة                   | الكلمة      | أصد        | المعنى والملاحظات                                                                               |
| ----------------------- | ----------- | ---------- | ----------------------------------------------------------------------------------------------- |
| إنجليزية أمريكية وكندية | better      | ˈbɛɾə      | (أفضل) يظهر كذلك أحيانا في الإنجليزية الأسترالية والنيوزلندية.الصوت (ɾ) يعتبر ألوفون لـ(t)و(d). |
| العربية                 | رَجُـلٌ        | ɾaʒl/ɾˤaɡl | في بعض اللهجات العربية كاللهجة المصرية والمغربية واللبنانية.                                    |
| البرتغالية              | prato       | ˈpɾatu     | طبق                                                                                             |
| الإسبانية               | caro        | ˈkaɾo̞      | غالي                                                                                            |
| التركية                 | ara         | ˈäɾä       | فاصل                                                                                            |
| اليونانية               | μηρός/mirós | miˈɾ̠o̞s     | ساق                                                                                             |
| الكتالونية              | mira        | ˈmiɾə      | ينظر                                                                                            |